# Montséret
Montséret är en kommun i departementet Aude i regionen Occitanien  i södra Frankrike. Kommunen ligger  i kantonen Lézignan-Corbières som ligger i arrondissementet Narbonne. År 2022 hade Montséret 620 invånare.

## Befolkningsutveckling
Antalet invånare i kommunen Montséret
Referens: INSEE